# آکیتو موکای
آکیتو موکای (ژاپنی: 向井 章人؛ زادهٔ ۱۷ نوامبر ۱۹۹۸) یک بازیکن فوتبال اهل ژاپن است.
از باشگاه‌هایی که در آن بازی کرده‌است می‌توان به باشگاه فوتبال ویسل کوبه و باشگاه فوتبال ایماباری اشاره کرد.